# Glicilciklin
Glicilciklini su nova klasa antibiotika koja je izvedena iz tetraciklina. Ovi tetraciklinski analozi su specifično dizajnirani da prevaziđu dva široko zastupljena mehanizma tetraciklinske rezistancije, naime rezistanciju posredovanu sticanjem efluks pumpi i/ili ribozomalnom protekcijom. Do sada je samo jedan glicilciklinski antibiotik ušao u kliničku upotrebu: tigeciklin.

## Mehanizam dejstva
Glicilciklinski antibiotici imaju sličan mehanizam dejstva sa tetraciklinskim antibioticima. Oni blokiraju proteinsku sintezu i tako sprečavaju bakterijsku reprodukciju. Obe klase antibiotika se vezuju za 30S ribozomalnu podjedinicu i sprečavaju vezivanje amino-acil tRNK za A mesto ribozoma. Međutim, glicilciklini se efektivnije vezuju od tetraciklina.

## Mehanizam rezistancije
Dok glicilciklini imaju veću efikasnost protiv organizama sa tetraciklinskom rezistancijom posredovanom sticanjem efluks pumpi i/ili ribozomalnom protekcijom, oni nisu efektivni protiv organizama sa hromozomalnim efluks pumpama, kao što su Pseudomonas i Proteeae.

## Literatura
- Smith KL, McCabe SM, Aeschlimann JR (1. 8. 2005). „Tigecycline: A novel glycylcycline antiobiotic”. Formulary. Архивирано из оригинала 28. 09. 2007. г. Приступљено 17. 11. 2013.
- Zhanel GG; Homenuik K; Nichol K;  . (2004). „The glycylcyclines: a comparative review with the tetracyclines”. Drugs. 64 (1): 63—88. PMID 14723559. doi:10.2165/00003495-200464010-00005.

## Spoljašnje veze
- Архивирано на веб-сајту  (6. јул 2008)